# Radio Viking
Radio Viking är en svensk reklamfinansierad närradiostation som sänder på frekvensen 101,4 MHz från vattentornet i Träkvista på Ekerö.
Sändningsområdet är Stockholm med omgivningar. Stationen spelar främst schlager, dansband, jazz, country samt svenska och utländska visor. Radio Viking började sända den 1 april 1993. Sedan några år sänder Radio Viking även över Internet, som webbradio. Stationen har ett 20-tal medarbetare (2013), och dess slogan är: "Stationen för oss med vuxen smak".